# Zitten

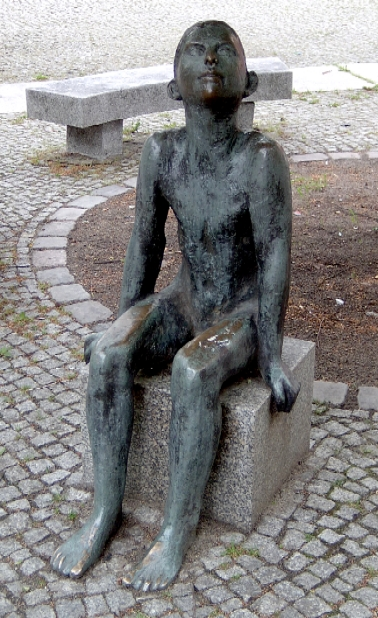
Zittende jongen, een beeld van Werner Stötzer

Zitten is een van de lichaamshoudingen van mensen en sommige dieren waarbij het lichaam in rust verkeert en de opgerichte romp gesteund wordt door de billen of dijen. Baby's leren zelfstandig te zitten als zij ongeveer vijf à negen maanden oud zijn.
In overdrachtelijke zin drukt 'zitten' soms een onveranderlijke positie of situatie uit, zoals bij 'vastzitten' (zich niet kunnen bewegen of verplaatsen), een gevangenisstraf ondergaan (drie jaar moeten zitten of zijn straf uitzitten) en 'zittenblijven' (een schooljaar moeten overdoen). In een bestuur 'zitten' betekent er lid van zijn en een kledingstuk dat 'goed zit' heeft de ideale pasvorm.

## Gezondheidsrisico's
Overmatig zitgedrag (vele uren per dag zittend doorbrengen, zoals langdurig televisiekijken) brengt een verhoogd risico op hart- en vaatziekten en een verhoogd sterftecijfer met zich mee. Dit verband wordt deels verklaard door een verhoogde kans op ontstekingen en stofwisselingsproblemen. Langdurig zitten wordt door verschillende onderzoeken in verband gebracht met een verhoogde bloeddruk, trombose, een verhoogd cholesterolgehalte en achteruitgang van de spieren.  Een goede zithouding (onderdeel van de studie der ergonomie) kan onder meer overbelasting van de nek (zoals bij het vooroverbuigen van het hoofd bij het werken met de computer) helpen voorkomen. De belangrijkste principes voor een goede zithouding beginnen bij de armen, heupen en rug. De armen dienen op de leuningen comfortabel te leunen. De armleuning moet gelijk zijn aan de tafel. Een goede vuistregel is dat de armen bij de elleboog een hoek van 90° moet maken. De hoogte van de stoel moet zo versteld worden dat de voeten plat op de grond kunnen staan. De rugleuning moet zo ingesteld zijn, dat de onder- en bovenrug ondersteund zijn.